# Stenocercus eunetopsis
Stenocercus eunetopsis — вид ігуаноподібних ящірок родини Tropiduridae. Ендемік Перу.

## Поширення і екологія
Stenocercus eunetopsis мешкають в горах Західного хребта Перуанських Анд, у верхніх долинах річок Занья і Реке в регіоні Кахамарка. Вони живуть в гірських тропічних лісах та у високогірних чагарникових заростях, на висоті від 2450 до 2640 м над рівнем моря.